# The Scaffold
The Scaffold war eine Komikergruppe aus Liverpool, die in den 1960ern und 1970ern unter anderem auch einige musikalische Hitparaden-Erfolge hatte.

## Bandgeschichte
1962 lernten sich Roger McGough und John Gorman auf dem von Gorman organisierten Merseyside-Kunstfestival in Liverpool kennen. Als Komikerduo und später als Trio zusammen mit Mike McGear (eigentlich Michael McCartney und Bruder von Beatles-Mitglied Paul McCartney) hatten sie Auftritte mit einer Mischung aus Humor, Gedichtvorträgen und Liedern. Ende 1963 wurden sie für die lokale Fernsehshow Gazette engagiert, wo sie ein halbes Jahr lang als The Scaffold (deutsch: 'Schafott') für Humor und Sketche zuständig waren. Erfolgreiche Bühnenprogramme folgten.
1967 veröffentlichte The Scaffold dann ihre erste Single, das selbstgeschriebene Thank U Very Much. Das Lied erreichte auf Anhieb die englischen Top 10. Im Jahr darauf folgte ihr bekanntestes Lied Lily the Pink, ein internationaler Hit, der an Weihnachten 1968 die britischen Charts anführte und anschließend im deutschen Karneval Erfolge feierte. 1969 lieferten The Scaffold außerdem die Titelmelodie für die erfolgreiche Fernsehserie The Liver Birds, die in Liverpool spielt und bis 1996 lief.
1970 bekam das Trio eine eigene Fernsehsendung, eine Kinderquizsendung mit Comedyteil unter dem Titel Score With the Scaffold. Nach der ersten Staffel wurde das Konzept jedoch überarbeitet und den Musikern ein Co-Moderator zur Seite gestellt. Eine dritte Staffel wurde nicht mehr produziert. Danach begannen die Auflösungserscheinungen des Trios. Zuerst folgte ein Solointermezzo von Michael McGear, der dabei von seinem berühmten Bruder Paul McCartney unterstützt wurde. 1973 wurde, zusammen mit Andy Roberts, Neil Innes und Vivian Stanshall die Grimms (der Name setzt sich aus den Anfangsbuchstaben der sechs Nachnamen zusammen), aus dem Trio ein Sextett. Musikalische Veröffentlichungen in dieser Kombination blieben allerdings erfolglos. 
Eine letzte Veröffentlichung von The Scaffold gab es 1974. Das von Paul und Linda McCartney arrangierte Traditional Liverpool Lou und die von den beiden geschriebene B-Seite Ten Years After on Strawberry Jam bescherte ihnen noch einmal eine Top-Ten-Single. Nachdem sich Mitte der 1970er auch die Grimms aufgelöst hatten, gingen auch die ursprünglichen drei Scaffold-Mitglieder eigene Wege. Mike McGear/McCartney arbeitete später als Fotograf. Roger McGough widmete sich der Poesie, moderierte eine Lyriksendung im BBC Radio und wurde 2004 zum CBE ernannt. John Gorman arbeitete zunächst weiter beim Fernsehen in der Kindersendung Tiswas, wo er zu den Four Bucketeers gehörte, die 1980 einen kleinen Charthit hatten. Danach arbeitete er als Regisseur, zunächst für das Fernsehen und dann für das Theater.

## Mitglieder
- Mike McGear (* 7. Januar 1944 in Liverpool)
- John Gorman (* 4. Januar 1937 in Liverpool)
- Roger McGough (* 9. November 1937 in Liverpool)

## Diskografie

### Singles
- 2 Day’s Monday / 3 Blind Jellyfish (1966)
- Goodbat Nightman / A Long Strong Black Pudding (1966)
- Thank U Very Much / Ide B the First (1967)
- Do You Remember / Carry On Krow (1968)
- 1-2-3 / Today (1968)
- Lily the Pink / Buttons of Your Mind (1968)
- Charity Bubbles / Goose (1969)
- Gin Gan Goolie / Liver Birds (1969)
- Liverpool Lou / Ten Years After on Strawberry Jam (1974)
- Mummy Won’t Be Home for Christmas / The Wind Is Blowing (1975)
- Wouldn’t It Be Funny If You Didn’t Have a Nose? / Mr Noselighter (1976)
- McGear und McGough als “The Bashers”: Womble Bashers / Womble Basher Wock (1976)
- How D’You Do? / Paper Underpants (1977)

### Alben
- McGough and McGear: McGough and McGear (1968)
- Live at the Queen Elizabeth Hall (1968)
- L the P (1969)
- Fresh Liver (1973)
- Sold Out (1974)
- At Abbey Road  1966–1971 (1999)